# Ernst Kortschak
Ernst Kortschak (* 14. Jänner 1879 in Graz; † 8. November 1957 in Judendorf-Straßengel) war ein österreichischer Zisterzienserabt.

## Leben

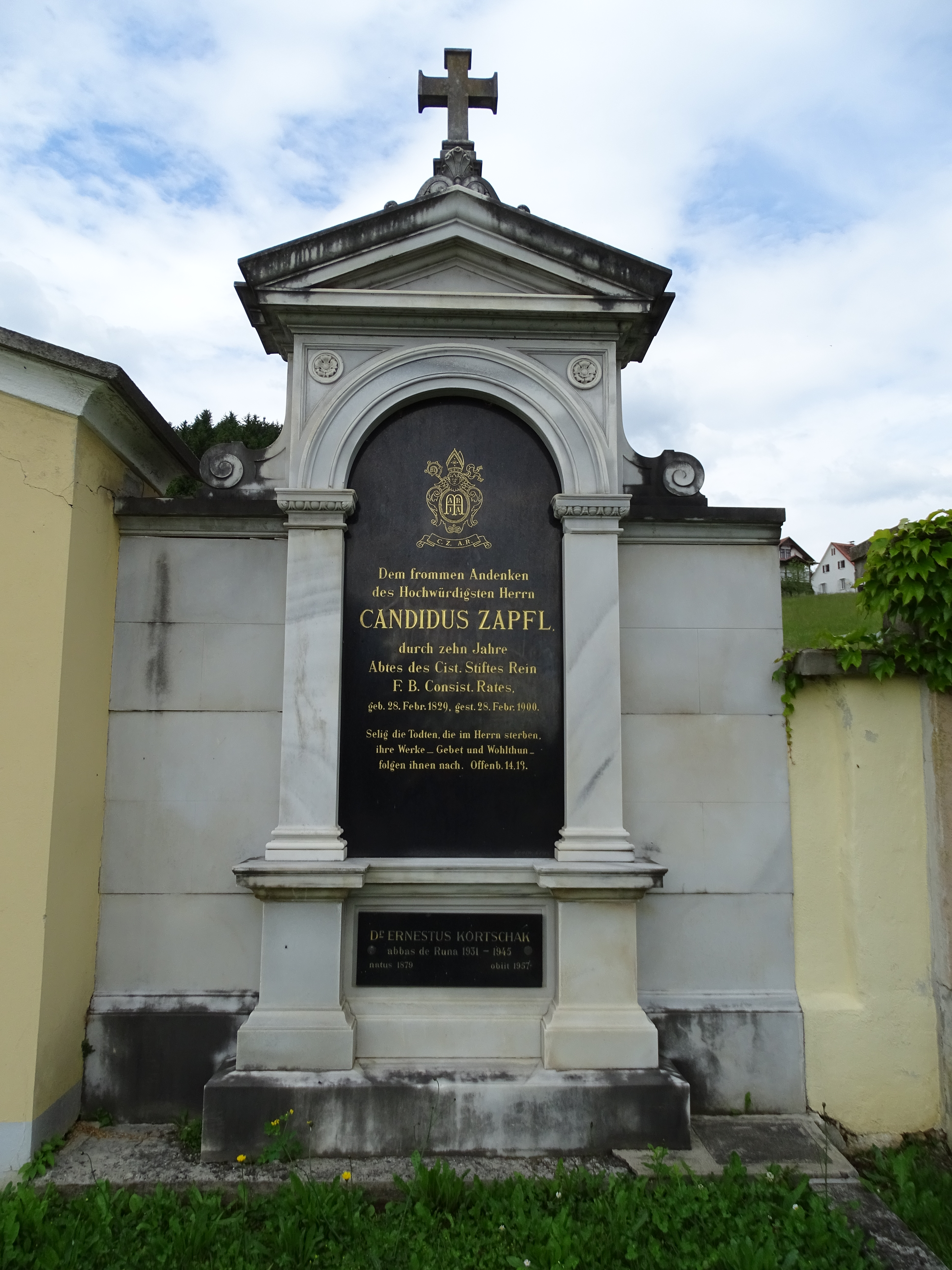
Das Grab von Abt Candidus Zapfl und Ernestus Kortschak am Friedhof Stift Rein-Eisbach.

Kortschak stammte aus einer ehemals polnischen Musikerfamilie. Er trat nach der Matura in das Stift Rein ein und wurde 1902 Priester. 1906 wurde er zum Doktor der Theologie promoviert. In der Folgezeit Aushilfspriester und Novizenmeister, gehörte er zu der Gruppe, die die Absetzung des Abtes Franz Sales Bauer betrieben und übernahm dann die Pfarrstelle in Übelbach. Zugleich war er Direktor des Blindeninstituts in Graz, auch noch als Abt, zu dem er 1931 gewählt wurde.
Trotz seiner betont nationalen und NS-freundlichen Gesinnung konnte er die Aufhebung und Beschlagnahme des Klosters durch die Nationalsozialisten 1941 nicht verhindern. Nach dem Krieg wegen seiner politischen Haltung von 1938 zum Rücktritt gedrängt, übernahm er die Wallfahrtsseelsorge in Maria Straßengel, wo er 1957 starb.